# 광속발산도
광속 발산도 (luminous emittance, luminous exitance)는 광출사도라고도 하는데, 확산하는 광원의 표면에서 단위 면적의 점 광원에서 방출되는 빛의 밝기를 나타내는 물리량이다. 국제 단위계 (SI)의 단위는 럭스 (기호: lx) 또는 루멘 매 평방 미터 (기호: lm /m2)가 사용된다.
인간이 느끼는 양을 나타내는 심리 물리량의 하나로 조도와 같은 차원을 가지지만, 조도는 빛이 비춰지는 측면에서의 지표이고, 광속 발산도는 빛을 발산하는 광원의 측면에서의 지표이다.

## 정의
광원의 표면에서 1 점을 생각하여, 이 점 주위의 미소한 면적 ΔA를 생각한다. 미소 면적 ΔA에서 방출되는 빛의 광속(광선속)을 Φ(ΔA)로 할 때의 광속 발산도는,
{\displaystyle M=\lim _{\Delta A\to 0}{\frac {\Phi (\Delta A)}{\Delta A}}={\frac {d\Phi }{dA}}}
로 정의된다.

## 특징
점이 아닌 넓이를 가지는 광원에 대한 개념이기 때문에 일반적으로 점 광원으로 간주되는 광원(먼곳에 있는 별 등)에서는 고려하지 않는다. 광속 발산도는 광원 표면상의 단위 넓이에 대한 밝기이고, 광속은 전체 표면에서의 빛의 밝기이다. 예를 들어, 직경 3cm인 발광부를 가지는 길이 50cm의 형광등에서 25cm를 검은 천으로 덮어 버리면 전체적으로는 당연히 어두워 광속(광선속)은 반이 된다. 그러나 형광등의 각 부분마다의 밝기는 천으로 덮여 있지 않은 부분에서도 변하지 않기 때문에 거기에서의 광속 발산도는 변화하지 않는다. 또한 전체적으로 동일한 광속을 발산하는 별이라도, 별의 크기가 크다면 표면적이 증가하므로 광속 발산도는 작고, 크기가 작으면 표면적이 감소하므로 광속 발산도는 커진다.

## 같이 보기
- 광선속

| 측광량                                                      | 기호      | 단위               | 기호        | 차원           | 비고 |
| ----------------------------------------------------------- | --------- | ------------------ | ----------- | -------------- | --- |
| 발광 에너지(luminous energy)                                | Qv 또는 W | 루멘 초            | lm⋅s        | cd⋅sr⋅s        | |
| 광선속, 광속(luminous flux)                                 | Φv 또는 P | 루멘               | lm          | cd⋅sr          | |
| 광도(luminous intensity)                                    | Iv        | 칸델라             | cd (=lm/sr) | cd             | |
| 휘도(luminance)                                             | Lv        | 칸델라 매 제곱미터 | cd/m2       | cd/m2          | |
| 조도(illuminance)                                           | Ev        | 럭스               | lx (=lm/m2) | cd⋅sr/m2       | |
| 광출사도, 광속발산도(luminous emittance, luminous exitance) | Mv        | 럭스               | lx (=lm/m2) | cd⋅sr/m2       | |
| (방사의) 발광효율(luminous efficacy of radiation)           | K         | 루멘 매 와트       | lm/W        | cd⋅kg-1⋅m-1⋅s4 | 전자기 방사에 대한 광선속 양의 비율. 파장의 비시감도에 따라 달라지는데 최대치는 파장 555nm에서 683 lm/W이다. |
| (광원의) 발광효율(luminous efficacy of a source)            | η         | 루멘 매 와트       | lm/W        | cd⋅kg-1⋅m-1⋅s4 | 전등효율이라고도 하며, 어떤 광원에서 1W의 소비전력에 따라 발생하는 광선속 양의 비를 나타낸다. 이론적 최대치는 비시감도에 따라 파장별로 상이하고 파장 555nm에서 683 lm/W의 최대값을 가지나 실제로는 이보다 낮다. |